# Cornelis Willem Opzoomer
Cornelis Willem Opzoomer (Rotterdam, 1821. szeptember 20. – Oosterbeek, 1892. augusztus 23.) holland filozófus és író, Antal Gézáné Opzoomer Adél édesapja. 

## Pályafutása
Az Utrechti Egyetem tanára volt. 1861-ben a holland Tudományos Akadémia irodalmi osztályának elnöke lett. A modern teológiai irány megalapítója hazájában, hatása külföldre is kiterjedt. Tízkötetes magyarázatot írt a polgári törvénykönyvhöz. Szophoklész, Shakespeare és más szerzők műveiből fordított. Számos műve közül magyarul is megjelent A vallás gyümölcse.

## Forrás
- Uj Idők Lexikona 19-20. Nád - Pozdor (Budapest, 1941) 4894. old.